# Automatic double tracking
Automatic double-tracking ou artificial double-tracking (ADT) é uma técnica de gravação musical analógica criada para realçar sons, vozes ou instrumentos durante o processo de produção. É feita por meio de delays de fita, ao criar uma cópia lenta de um sinal de áudio, que é então combinada com o material original. O efeito resultava numa simulação de duplicação natural de vozes ou instrumentos característica do double tracking. A técnica foi concebida em 1966 por engenheiros de som da Abbey Road Studios, em Londres, a pedido dos Beatles.